# Génie de Palerme
(la)«Panormus conca aurea suos devorat alienos nutrit»
Palerme bassin d'or dévore les siens et nourrit les étrangers (Inscription sur le bord du bassin du Génie de Palerme)
Le Génie de Palerme (en Italien Genio di Palermo) est l'ancienne divinité tutélaire, esprit du lieu et emblème de la ville de Palerme. Il est aussi appelé tout simplement Genio (Génie) ou Palermo (Palerme).
Le Génie de Palerme est la personnification de la ville et le symbole de ses habitants de toutes origines ou appartenance ethnique, culturelle, religieuse et sociale.
Il est représenté comme un homme d'âge mûr, barbu et couronné, tenant un serpent qui se nourrit de sa poitrine.